# Ordonnance du 8 janvier 1817
Décret du 29 mars 1815
Abolition de la traite négrière par l'empereur Napoléon Ier Loi du 15 avril 1818
Interdiction de la traite négrière
Par l’ordonnance du 8 janvier 1817, Louis XVIII interdit l'introduction d'esclaves noirs dans les colonies françaises.

## Contenu de la loi
L'ordonnance du 8 janvier 1817 est composée de 3 articles : 

Article 1er : Tout bâtiment qui tenterait d’introduire dans une de nos colonies, des Noirs de traite soit française, soit étrangère, sera confisqué, et le capitaine, s'il est Français, interdit de tout commandement. Sera également confisquée, en pareil cas, toute la partie de la cargaison qui ne consisterait pas en esclaves ; à l'égard des Noirs, ils seront employés dans la colonie aux travaux d'utilité publique.

Article 2 : Les contraventions prévues dans l'article précédent seront jugées dans la même forme que les contraventions aux lois et règlements concernant le commerce étranger. Quant aux produits des confiscations prononcées en conformité du même article, ils seront acquis et appliqués de la même manière que le sont les produits des confiscations prononcées en matière de contraventions aux lois sur le commerce étranger.

Article 3 : Notre ministre secrétaire d’état au département de la marine et des colonies est chargé de l'exécution de la présente ordonnance.

## Portée et limites
L'ordonnance du 8 janvier 1817, qui pour la première fois prévoit des peines pour le délit de traite, n'est applicable qu'aux seules colonies et n'atteint pas le trafic négrier là où il s'organise, c'est-à-dire en France même. Par ailleurs, cette ordonnance porte sur l'introduction d'esclaves dans les colonies et pas précisément sur la traite en elle-même.

## Source et références
1. ↑  Louis-Marie Bajot, Annales maritimes et coloniales: publiées avec l'approbation du ministre de la marine et des colonies, Paris, Imprimerie royale, 1817
2. ↑  Yvan Debbasch, Poésie et traite, l'opinion française sur le commerce négrier au début du XIXe siècle, Revue française d'histoire d'outre-mer, 1961, p.317
3. ↑  « Bien que l'ordonnance du 8 janvier 1817 prohibe toute introduction dans les colonies françaises de noirs de traite, le fait seul de l'introduction ne constitue pas le délit de traite de noirs. Ainsi, est susceptible de cassation l'arrêt qui punit des peines infligées à ce délit l'introduction d'une colonie dans une autre, par exemple, de l'île Maurice à l'île Bourbon, de noirs esclaves charpentiers, maçons , etc., sans qu'il soit établi que ces esclaves soient une provenance directe ou indirecte de la traite, l'art. 1er de la loi du 15 avril 1818 ne punissant que tout acte de participation au trafic connu sous le nom de la traite des noirs. » Cf. Victor Alexis Désiré Dalloz, Tournemine, Armand Dalloz, Jurisprudence générale du royaume en matière civile, commerciale et criminelle, Paris, 1827